# Tärnen (Skedevi socken, Östergötland)
Tärnen är en sjö i Finspångs kommun i Östergötland och ingår i Nyköpingsåns huvudavrinningsområde.